# 스페이스코스트

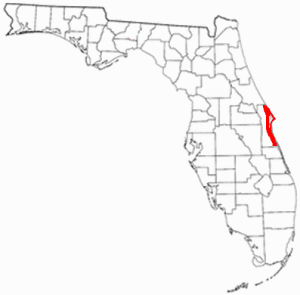
플로리다주의 스페이스코스트의 위치

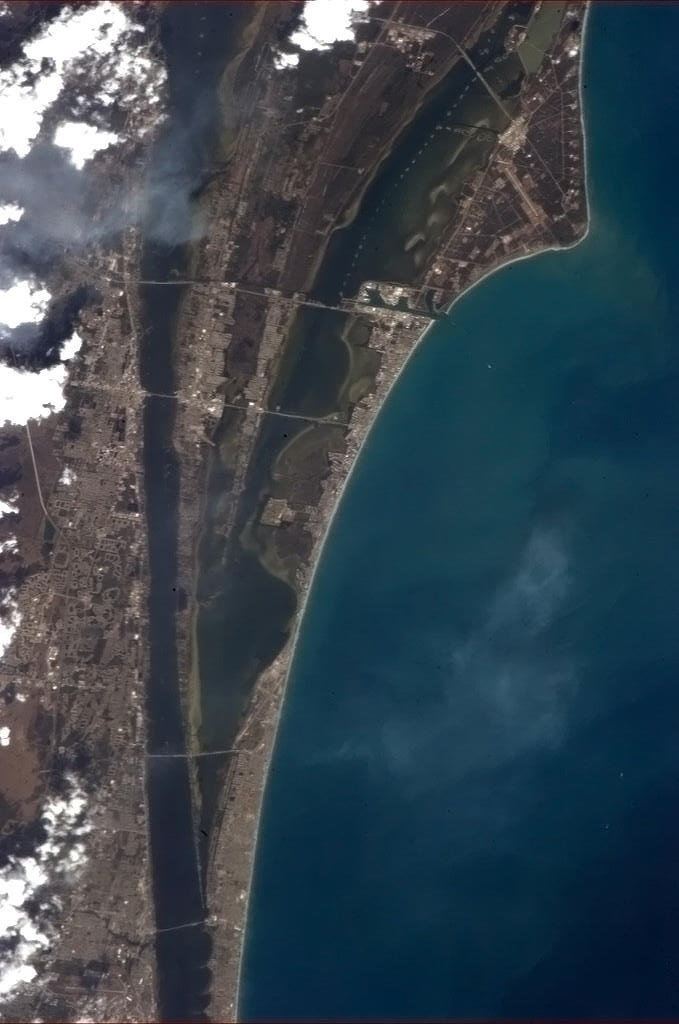
국제우주정거장에서 본 메릿섬을 둘러싼 플로리다의 스페이스코스트

스페이스코스트(Space Coast)는 케네디 우주 센터(KSC)와 케이프커내버럴 우주군 기지 주변의 미국 플로리다 주에 있는 지역이다. 플로리다주 주변의 여러 "테마" 해안 중 하나이다. 미국 영토에서 NASA 우주인을 태운 모든 궤도 발사(2022년 머큐리 계획부터 2011년 우주왕복선 계획 종료까지, 1994년 이후 스페이스X 드래곤 2 사용)는 KSC 또는 케이프 커내버럴에서 출발했다. 스페이스 포스 기지는 무인 군용 및 민간 로켓도 발사했다. 이 지역의 도시로는 포트 세인트 존, 티투스빌, 코코아, 록리지, 케이프 캐나베랄, 메릿 아일랜드(비편입), 코코아 비치, 멜버른, 새틀라이트 비치, 인디언 하버 비치, 인디알랜틱, 멜버른 비치, 팜 베이, 비에라(비편입)가 있다. 이 지역의 대부분은 브러바드군에 속한다. 남쪽으로는 트레저코스트(Treasure Coast), 서쪽으로는 올랜도를 포함한 센트럴플로리다(경제적으로 해당 지역과 연결되어 있음), 북쪽으로는 볼루시아군, 동쪽으로는 대서양과 접하고 있다.
스페이스코스트에서 로켓을 발사하는 한 가지 이유는 지구의 자전과 관련이 있다. 지구는 서쪽에서 동쪽으로 회전하며, 적도에서 가장 빠르게 회전한다. 이를 활용하고 로켓의 궤도 속도에 회전 속도를 더하면 적도 근처의 위치에서 동쪽으로 발사하는 것이 가장 좋다. 낮은 위도의 동쪽 해안에 있는 무인 지역에서 발사하여 실패한 발사로 인한 파편으로 인한 위험을 최소화하는 것은 지상에 있는 사람들의 안전과 로켓의 연료 효율성에 이상적이다. 해안 텍사스주, 남부 플로리다, 푸에르토리코의 높은 인구 밀도를 감안할 때 스페이스코스트는 모든 요소를 고려할 때 종종 가장 좋은 위치로 간주된다.